# Walter Bentley Woodbury

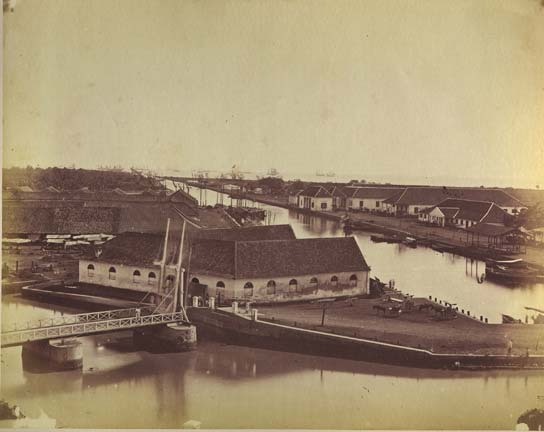
El canal Haven, Batavia, c. 1870.

Walter Bentley Woodbury (Manchester, Anglaterra, 26 de juny de 1834 - Margate, 5 de setembre de 1885) va ser un inventor anglès i pioner de la fotografia nascut el 26 de juny de 1834 i mort el 5 de setembre de 1885.
Va ser un dels fotògrafs més recents a Austràlia i a Dutch East Indies (ara part d'Indonèsia). Va desenvolupar nombroses invencions amb relació a diversos aspectes de la fotografia. La seva major aportació va ser el desenvolupament incipient de la impressió fotomecànica.

## Primers anys
Walter B. Woodbury va néixer el 26 de juny de 1834 a Mánchester, Anglaterra. Com a estudiant d'enginyeria civil a Mánchester va construir la seva primera cambra obscura amb paquets de cigarrets i lents d'ulleres.

## Fotografia a Austràlia, el llunyà orient, Java i Londres
El 1851, Woodbury que s'havia convertit en un professional de la fotografia, va anar a Austràlia i va començar a treballar molt aviat en un departament de fotografia de depuradores de Melbourne. Va fotografiar els aqüeductes i les depuradores així com diversos edificis a Melbourne. Va ser guardonat per la seva fotografia el 1854.
En aquella època, a la meitat de la dècada de 1850 Woodbury va tenir l'oportunitat de conèixer al fotògraf expatriat James Page. El 1857 tots dos van abandonar Melbourne i es van desplaçar a Batavia, l'actual Jakarta, a la qual van arribar el 18 de maig de 1857, i es van establir a la companyia Woodbury & Page aquell mateix any.

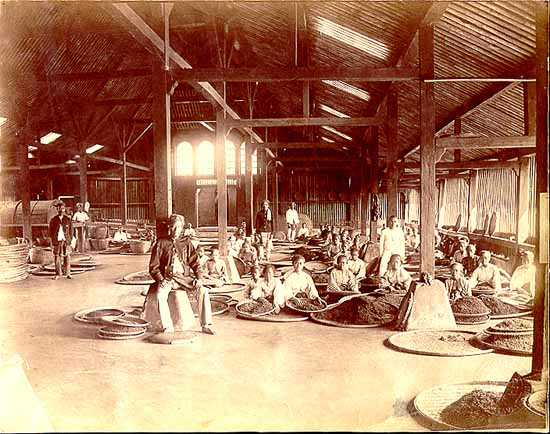
Interior de la indústria de te. Preanger, Java, a mitjans de 1860.

Durant la major part de 1858 Woodbury & Page va desenvolupar la seva activitat fotogràfica a la Java Central i Oriental, prenent fotografies de diverses perspectives de les ruïnes dels temples propers a Surakarta, junt a d'altres projectes abans de l'1 de setembre d'aquell any. Després del seu viatge per Java, el 8 de desembre de 1858 Woodbury & Page va tornar a Batavia.
El 1859 Woodbury va tornar a Anglaterra per desenvolupar una labor d'intendència de material fotogràfic per al seu estudi i va ser contractat per una signatura Londinenca Negretti and Zambra per comercialitzar les fotografies de Woodbury & Page a Anglaterra.
Woodbury va tornar a Java el 1860 i durant la major part d'aquells anys en els quals va viatjar amb Page a través de la Java Central i Oriental amb el seu germà, Henry James Woodbury, que va arribar a Batavia a l'abril de 1859.
El 18 de març de 1861 Woodbury & Page va desenvolupar nous establiments, també a Batavia, i l'estudi va ser denominat Photographisch Atelier van Walter Woodbury. Aquesta signatura va vendre retrats, vistes de Java, càmeres, lents, fotografies químiques i altres mercaderies fotogràfiques. Aquests establiments es van mantenir fins que la signatura es va dissoldre.
Durant la seva carrera, Woodbury va desenvolupar fotografies topogràfiques, etnogràfiques i especialment retrats en espais tan diferents com Austràlia, Java, Sumatra, Borneo i Londres. Encara que rarament es va identificar com a individualitat artística en les fotografies de Woodbury & Page, entre 1861 i 1862 Walter B. Woodbury ocasionalment va signar en els lloms de les seves fotografies: "Photographed by Walter Woodbury, Java".

## Retorn a Anglaterra i invenció del procés fotogràfic
A principis de gener o de febrer de 1863, Woodbury abandona Java per tornar a Anglaterra, a causa de la seva fràgil salut.
Després de tornar a Anglaterra, Woodbury inventa el mètode woodburytipia, per dur a terme el procés de reproducció fotomecànica, que va patentar el 1864. Entre 1864 i 1885 Woodbury va desenvolupar més de 30 patents a Anglaterra i diversos mètodes per desenvolupar transparències, pel·lícules sensibilitzades i desenvolupaments en llanternes òptiques i estereoscòpia. Addicionalment als seus invents, Woodbury va produir fotografies documentant la pobresa de Londres.
El 1865 el seu procés d'impressió Woodburytype va ser comprat per The Photo Relief Company, que va comprar el mètode d'impressió fotogràfica permanent patentat per Woodbury i va comprar a més una sèrie d'altres companyies a Bretanya i en altres espais.

## Mort
Walter B. Woodbury va morir el 5 de setembre de 1885 quan era de vacances a Margate, Anglaterra. Va ser enterrat a Abney Park Cemetery Stoke Newington on la seva sepultura roman fins a l'actualitat.